# 上甲状腺動脈舌骨下枝
上甲状腺動脈舌骨下枝（じょうこうじょうせんどうみゃくぜっこつかし）は、頭頸部の動脈の一つ。小さい動脈で、甲状舌骨筋の真下を舌骨の下縁に沿って走行し、反対側同名枝と吻合する。